# Isao Kuwabara
Isao Kuwabara (桑原 功, Kuwabara Isao), né le 4 février 1945 à Maebashi (préfecture de Gunma) et mort le 10 juillet 2023, est un homme politique japonais. Membre de le parti démocrate du Japon, il a siégé à la chambre des représentants de 2009 à 2012.
Kuwabara est décédé d'un cancer du foie à Maebashi le 10 juillet 2023, à l'âge de 78 ans.